# كردينغتون (بيدفوردشير)
كردينغتون (بالإنجليزية: Cardington, Bedfordshire)‏ هي قرية و أبرشية مدنية تقع في المملكة المتحدة في إنجلترا.  يقدر عدد سكانها بـ 317 نسمة .

## أعلام
- جورج غاسكوين